# Battaglia di Harpers Ferry
La battaglia di Harpers Ferry, combattuta nel settembre 1862, è stata un episodio della Campagna del Maryland della guerra di secessione americana.

## Contesto
Nel corso dell'avanzata nella Valle dello Shenandoah fino al Maryland, il generale Robert E. Lee (comandante dell'Armata Confederata della Virginia Settentrionale) decise di attaccare l'arsenale federale di Harper's Ferry (nell'attuale Virginia Occidentale) per eliminare una minaccia verso le sue linee di rifornimento.
Lee divise il suo esercito in quattro colonne, tre delle quali (sotto il comando di "Stonewall" Jackson), si diressero verso Harpers Ferry per attaccarlo.

## La battaglia
Il 15 settembre l'artiglieria confederata si dispose sulle colline che sovrastavano la città bombardando il presidio da tutti i lati.
Mentre la fanteria sudista si preparava all'assalto finale, il colonnello Dixon Stansbury Miles decise di arrendersi ma venne colpito a morte da un proiettile vagante.

## Conseguenze
Dopo aver preso possesso di Harpers Ferry, Jackson proseguì con la maggior parte dei suoi soldati verso Sharpsburg per ricongiungersi con il resto dell'armata di Lee.
Il resto della sua divisione rimase con il maggior generale A.P. Hill a completare l'occupazione della città.